# Luleå domsagas valkrets
Luleå domsagas valkrets var vid riksdagsvalen till andra kammaren 1878–1908 en egen valkrets med ett mandat. Valkretsen omfattade Luleå domsaga, som ungefär motsvarade landsbygden i de södra delarna av dagens Luleå och Bodens kommuner samt Jokkmokks kommun (däremot inte Luleå stad). Valkretsen avskaffades vid införandet av proportionellt valsystem inför andrakammarvalet 1911 och uppgick då i Norrbottens läns södra valkrets.

## Riksdagsmän
- Hans Fredrik Bergström (1879–1884)
- Nils Wallmark, lmp 1885–1887, gamla lmp 1888–1894, lmp 1895–1902 (1885–1902)
- Johan Erik Granlund, lib s (1903–1905)
- Linus Lundström, lib s (1906–1911)

## Valresultat

### Första valet 1878 (överklagat)
Det är okänt vem som blev vald men valet överklagades till både Länsstyrelsen i Norrbottens län och Kungl. Maj:t, vilka båda upphävde valresultatet och därför skulle omval hållas. Valsättet var ett medelbart val. Röstberättigade valde elektorer som i sin tur valde kandidat. Elektorsvalet i Jokkmokks landskommun upphävdes och fick göras om inför omvalet.

### Andra valet 1878
| Andrakammarvalet i Sverige 1878: Luleå domsagas valkrets | Andrakammarvalet i Sverige 1878: Luleå domsagas valkrets | Andrakammarvalet i Sverige 1878: Luleå domsagas valkrets | Andrakammarvalet i Sverige 1878: Luleå domsagas valkrets | Andrakammarvalet i Sverige 1878: Luleå domsagas valkrets |
| Kandidat                                                 | Kandidat                                                 | Röster                                                   | Röster                                                   | Röster                                                   |
| Kandidat                                                 | Kandidat                                                 | Antal                                                    | %                                                        | +− %                                                     |
| -------------------------------------------------------- | -------------------------------------------------------- | -------------------------------------------------------- | -------------------------------------------------------- | -------------------------------------------------------- |
|                                                          | Hans Fredrik Bergström                                   | 12                                                       | 57,1                                                     |                                                          |
|                                                          | Närmaste kandidat                                        | 8                                                        | 38,1                                                     |                                                          |
|                                                          | Övriga kandidater                                        | 1                                                        | 4,8                                                      | —                                                        |
| Antal giltiga röster                                     | Antal giltiga röster                                     | 21                                                       |                                                          |                                                          |
| Kasserade röster                                         | Kasserade röster                                         | 0                                                        |                                                          |                                                          |
| Totalt                                                   | Totalt                                                   | 21                                                       |                                                          |                                                          |

Valsättet var ett medelbart val. Röstberättigade valde elektorer som i sin tur valde kandidat. 22 elektorer valdes.
Valkretsen hade 20 260 invånare den 31 december 1877, varav 1 698 eller 8,4 % var valberättigade. 134 personer deltog i valet av elektorer, ett valdeltagande på 8,0 %.

### 1887 (vår)
| Andrakammarvalet i Sverige 1887 (vår): Luleå domsagas valkrets | Andrakammarvalet i Sverige 1887 (vår): Luleå domsagas valkrets | Andrakammarvalet i Sverige 1887 (vår): Luleå domsagas valkrets | Andrakammarvalet i Sverige 1887 (vår): Luleå domsagas valkrets | Andrakammarvalet i Sverige 1887 (vår): Luleå domsagas valkrets |
| Kandidat                                                       | Kandidat                                                       | Röster                                                         | Röster                                                         | Röster                                                         |
| Kandidat                                                       | Kandidat                                                       | Antal                                                          | %                                                              | +− %                                                           |
| -------------------------------------------------------------- | -------------------------------------------------------------- | -------------------------------------------------------------- | -------------------------------------------------------------- | -------------------------------------------------------------- |
|                                                                | Nils Wallmark (L, frihandlare)                                 | 504                                                            | 77,4                                                           |                                                                |
|                                                                | Hans Fredrik Bergström (protektionist)                         | 146                                                            | 22,4                                                           |                                                                |
|                                                                | Övrig kandidat                                                 | 1                                                              | 0,2                                                            |                                                                |
| Antal giltiga röster                                           | Antal giltiga röster                                           | 651                                                            |                                                                |                                                                |
| Kasserade röster                                               | Kasserade röster                                               | 0                                                              |                                                                |                                                                |
| Totalt                                                         | Totalt                                                         | 651                                                            |                                                                |                                                                |

Valet hölls den 4 april 1887. Valkretsen hade 21 827 invånare den 31 december 1885, varav 1 447 eller 6,6 % var valberättigade. 651 personer deltog i valet, ett valdeltagande på 45,0 %.

### 1887 (september)
| Andrakammarvalet i Sverige 1887 (september): Luleå domsagas valkrets | Andrakammarvalet i Sverige 1887 (september): Luleå domsagas valkrets | Andrakammarvalet i Sverige 1887 (september): Luleå domsagas valkrets | Andrakammarvalet i Sverige 1887 (september): Luleå domsagas valkrets | Andrakammarvalet i Sverige 1887 (september): Luleå domsagas valkrets |
| Kandidat                                                             | Kandidat                                                             | Röster                                                               | Röster                                                               | Röster                                                               |
| Kandidat                                                             | Kandidat                                                             | Antal                                                                | %                                                                    | +− %                                                                 |
| -------------------------------------------------------------------- | -------------------------------------------------------------------- | -------------------------------------------------------------------- | -------------------------------------------------------------------- | -------------------------------------------------------------------- |
|                                                                      | Nils Wallmark                                                        | 239                                                                  | 83,3                                                                 | ▲5,9                                                                 |
|                                                                      | Johan Olof Jacobsson (protektionist)                                 | 48                                                                   | 16,7                                                                 |                                                                      |
| Antal giltiga röster                                                 | Antal giltiga röster                                                 | 287                                                                  |                                                                      |                                                                      |
| Kasserade röster                                                     | Kasserade röster                                                     | 0                                                                    |                                                                      |                                                                      |
| Totalt                                                               | Totalt                                                               | 287                                                                  |                                                                      |                                                                      |

Valet hölls den 25 augusti 1887. Valkretsen hade 21 931 invånare den 31 december 1886, varav 1 513 eller 6,9 % var valberättigade. 287 personer deltog i valet, ett valdeltagande på 19,0 %.

### 1890
| Andrakammarvalet i Sverige 1890: Luleå domsagas valkrets | Andrakammarvalet i Sverige 1890: Luleå domsagas valkrets | Andrakammarvalet i Sverige 1890: Luleå domsagas valkrets | Andrakammarvalet i Sverige 1890: Luleå domsagas valkrets | Andrakammarvalet i Sverige 1890: Luleå domsagas valkrets |
| Kandidat                                                 | Kandidat                                                 | Röster                                                   | Röster                                                   | Röster                                                   |
| Kandidat                                                 | Kandidat                                                 | Antal                                                    | %                                                        | +− %                                                     |
| -------------------------------------------------------- | -------------------------------------------------------- | -------------------------------------------------------- | -------------------------------------------------------- | -------------------------------------------------------- |
|                                                          | Nils Wallmark                                            | 97                                                       | 82,2                                                     | ▼1,1                                                     |
|                                                          | Johan Olof Jacobsson (protektionist)                     | 19                                                       | 16,1                                                     | ▼0,7                                                     |
|                                                          | Övriga kandidater                                        | 2                                                        | 1,7                                                      | —                                                        |
| Antal giltiga röster                                     | Antal giltiga röster                                     | 118                                                      |                                                          |                                                          |
| Kasserade röster                                         | Kasserade röster                                         | 2                                                        |                                                          |                                                          |
| Totalt                                                   | Totalt                                                   | 120                                                      |                                                          |                                                          |

Valet hölls den 23 augusti 1890. Valkretsen hade 23 296 invånare den 31 december 1889, varav 1 564 eller 6,7 % var valberättigade. 120 personer deltog i valet, ett valdeltagande på 7,7 %.

### 1893
| Andrakammarvalet i Sverige 1893: Luleå domsagas valkrets | Andrakammarvalet i Sverige 1893: Luleå domsagas valkrets | Andrakammarvalet i Sverige 1893: Luleå domsagas valkrets | Andrakammarvalet i Sverige 1893: Luleå domsagas valkrets | Andrakammarvalet i Sverige 1893: Luleå domsagas valkrets |
| Kandidat                                                 | Kandidat                                                 | Röster                                                   | Röster                                                   | Röster                                                   |
| Kandidat                                                 | Kandidat                                                 | Antal                                                    | %                                                        | +− %                                                     |
| -------------------------------------------------------- | -------------------------------------------------------- | -------------------------------------------------------- | -------------------------------------------------------- | -------------------------------------------------------- |
|                                                          | Nils Wallmark                                            | 204                                                      | 57,9                                                     | ▼24,3                                                    |
|                                                          | Anders Olsson (frihandlare)                              | 70                                                       | 19,9                                                     |                                                          |
|                                                          | Johan Petter Strandberg (GL)                             | 63                                                       | 17,9                                                     |                                                          |
|                                                          | Torsten Svartengren (protektionist)                      | 13                                                       | 3,7                                                      |                                                          |
|                                                          | Övriga kandidater                                        | 2                                                        | 0,6                                                      | —                                                        |
| Antal giltiga röster                                     | Antal giltiga röster                                     | 352                                                      |                                                          |                                                          |
| Kasserade röster                                         | Kasserade röster                                         | 0                                                        |                                                          |                                                          |
| Totalt                                                   | Totalt                                                   | 352                                                      |                                                          |                                                          |

Valet hölls den 26 augusti 1893. Valkretsen hade 24 262 invånare den 31 december 1892, varav 1 342 eller 5,5 % var valberättigade. 352 personer deltog i valet, ett valdeltagande på 26,2 %.

### 1896
| Andrakammarvalet i Sverige 1896: Luleå domsagas valkrets | Andrakammarvalet i Sverige 1896: Luleå domsagas valkrets | Andrakammarvalet i Sverige 1896: Luleå domsagas valkrets | Andrakammarvalet i Sverige 1896: Luleå domsagas valkrets | Andrakammarvalet i Sverige 1896: Luleå domsagas valkrets |
| Kandidat                                                 | Kandidat                                                 | Röster                                                   | Röster                                                   | Röster                                                   |
| Kandidat                                                 | Kandidat                                                 | Antal                                                    | %                                                        | +− %                                                     |
| -------------------------------------------------------- | -------------------------------------------------------- | -------------------------------------------------------- | -------------------------------------------------------- | -------------------------------------------------------- |
|                                                          | Nils Wallmark (L, frihandlare)                           | 172                                                      | 59,3                                                     | ▲1,4                                                     |
|                                                          | Torsten Svartengren (protektionist)                      | 56                                                       | 19,3                                                     | ▲15,6                                                    |
|                                                          | Johan Petter Strandberg (högerfrih.)                     | 42                                                       | 14,5                                                     | ▼3,4                                                     |
|                                                          | Övriga kandidater                                        | 20                                                       | 6,9                                                      | —                                                        |
| Antal giltiga röster                                     | Antal giltiga röster                                     | 290                                                      |                                                          |                                                          |
| Kasserade röster                                         | Kasserade röster                                         | 2                                                        |                                                          |                                                          |
| Totalt                                                   | Totalt                                                   | 292                                                      |                                                          |                                                          |

Valet hölls den 31 augusti 1896. Valkretsen hade 24 817 invånare den 31 december 1895, varav 1 426 eller 5,7 % var valberättigade. 292 personer deltog i valet, ett valdeltagande på 20,5 %.

### 1899
| Andrakammarvalet i Sverige 1899: Luleå domsagas valkrets | Andrakammarvalet i Sverige 1899: Luleå domsagas valkrets | Andrakammarvalet i Sverige 1899: Luleå domsagas valkrets | Andrakammarvalet i Sverige 1899: Luleå domsagas valkrets | Andrakammarvalet i Sverige 1899: Luleå domsagas valkrets |
| Kandidat                                                 | Kandidat                                                 | Röster                                                   | Röster                                                   | Röster                                                   |
| Kandidat                                                 | Kandidat                                                 | Antal                                                    | %                                                        | +− %                                                     |
| -------------------------------------------------------- | -------------------------------------------------------- | -------------------------------------------------------- | -------------------------------------------------------- | -------------------------------------------------------- |
|                                                          | Nils Wallmark                                            | 361                                                      | 63,5                                                     | ▲4,2                                                     |
|                                                          | Emil Melander (moderat)                                  | 164                                                      | 28,9                                                     |                                                          |
|                                                          | Övriga kandidater                                        | 43                                                       | 7,6                                                      | —                                                        |
| Antal giltiga röster                                     | Antal giltiga röster                                     | 568                                                      |                                                          |                                                          |
| Kasserade röster                                         | Kasserade röster                                         | 2                                                        |                                                          |                                                          |
| Totalt                                                   | Totalt                                                   | 570                                                      |                                                          |                                                          |

Valet hölls den 10 september 1899. Valkretsen hade 26 914 invånare den 31 december 1898, varav 1 648 eller 6,1 % var valberättigade. 570 personer deltog i valet, ett valdeltagande på 34,6 %.

### 1902
| Andrakammarvalet i Sverige 1902: Luleå domsagas valkrets | Andrakammarvalet i Sverige 1902: Luleå domsagas valkrets | Andrakammarvalet i Sverige 1902: Luleå domsagas valkrets | Andrakammarvalet i Sverige 1902: Luleå domsagas valkrets | Andrakammarvalet i Sverige 1902: Luleå domsagas valkrets |
| Kandidat                                                 | Kandidat                                                 | Röster                                                   | Röster                                                   | Röster                                                   |
| Kandidat                                                 | Kandidat                                                 | Antal                                                    | %                                                        | +− %                                                     |
| -------------------------------------------------------- | -------------------------------------------------------- | -------------------------------------------------------- | -------------------------------------------------------- | -------------------------------------------------------- |
|                                                          | Johan Erik Granlund                                      | 285                                                      | 46,7                                                     |                                                          |
|                                                          | Nils Wallmark                                            | 186                                                      | 30,4                                                     | ▼16,9                                                    |
|                                                          | Johan Petter Strandberg (höger)                          | 140                                                      | 22,9                                                     |                                                          |
| Antal giltiga röster                                     | Antal giltiga röster                                     | 611                                                      |                                                          |                                                          |
| Kasserade röster                                         | Kasserade röster                                         | 4                                                        |                                                          |                                                          |
| Totalt                                                   | Totalt                                                   | 615                                                      |                                                          |                                                          |

Valet hölls den 7 september 1902. Valkretsen hade 30 377 invånare den 31 december 1901, varav 1 889 eller 6,2 % var valberättigade. 615 personer deltog i valet, ett valdeltagande på 32,6 %.

### 1905
| Andrakammarvalet i Sverige 1905: Luleå domsagas valkrets | Andrakammarvalet i Sverige 1905: Luleå domsagas valkrets | Andrakammarvalet i Sverige 1905: Luleå domsagas valkrets | Andrakammarvalet i Sverige 1905: Luleå domsagas valkrets | Andrakammarvalet i Sverige 1905: Luleå domsagas valkrets |
| Kandidat                                                 | Kandidat                                                 | Röster                                                   | Röster                                                   | Röster                                                   |
| Kandidat                                                 | Kandidat                                                 | Antal                                                    | %                                                        | +− %                                                     |
| -------------------------------------------------------- | -------------------------------------------------------- | -------------------------------------------------------- | -------------------------------------------------------- | -------------------------------------------------------- |
|                                                          | Linus Lundström                                          | 498                                                      | 53,5                                                     |                                                          |
|                                                          | Johan Erik Granlund                                      | 371                                                      | 39,9                                                     | ▼6,8                                                     |
|                                                          | Johan Petter Strandberg (höger)                          | 58                                                       | 6,2                                                      | ▼16,7                                                    |
|                                                          | Övriga kandidater                                        | 4                                                        | 0,4                                                      | —                                                        |
| Antal giltiga röster                                     | Antal giltiga röster                                     | 931                                                      |                                                          |                                                          |
| Kasserade röster                                         | Kasserade röster                                         | 11                                                       |                                                          |                                                          |
| Totalt                                                   | Totalt                                                   | 942                                                      |                                                          |                                                          |

Valet hölls den 10 september 1905. Valkretsen hade 32 141 invånare den 31 december 1904, varav 2 093 eller 6,5 % var valberättigade. 942 personer deltog i valet, ett valdeltagande på 45,0 %. Valet överklagades men fastställdes av länsstyrelsen i Norrbottens län, vars beslut vann laga kraft.

### 1908
| Andrakammarvalet i Sverige 1908: Luleå domsagas valkrets | Andrakammarvalet i Sverige 1908: Luleå domsagas valkrets | Andrakammarvalet i Sverige 1908: Luleå domsagas valkrets | Andrakammarvalet i Sverige 1908: Luleå domsagas valkrets | Andrakammarvalet i Sverige 1908: Luleå domsagas valkrets |
| Kandidat                                                 | Kandidat                                                 | Röster                                                   | Röster                                                   | Röster                                                   |
| Kandidat                                                 | Kandidat                                                 | Antal                                                    | %                                                        | +− %                                                     |
| -------------------------------------------------------- | -------------------------------------------------------- | -------------------------------------------------------- | -------------------------------------------------------- | -------------------------------------------------------- |
|                                                          | Linus Lundström                                          | 642                                                      | 50,5                                                     | ▼3,0                                                     |
|                                                          | Paul Hellström (liberal)                                 | 630                                                      | 49,5                                                     |                                                          |
| Antal giltiga röster                                     | Antal giltiga röster                                     | 1 272                                                    |                                                          |                                                          |
| Kasserade röster                                         | Kasserade röster                                         | 3                                                        |                                                          |                                                          |
| Totalt                                                   | Totalt                                                   | 1 275                                                    |                                                          |                                                          |

Valet hölls den 6 september 1908. Valkretsen hade 32 809 invånare den 31 december 1907, varav 2 536 eller 7,7 % var valberättigade. 1 275 personer deltog i valet, ett valdeltagande på 50,3 %. Valet överklagades men fastställdes av länsstyrelsen i Norrbottens län, vars beslut vann laga kraft.